# Darren Barker
Darren Barker (nacido el 19 de mayo de 1982) es un ex boxeador profesional británico que compitió de 2004 a 2013. Fue campeón mundial de peso mediano FIB en 2013 al derrotar a Daniel Geale.

## Carrera
Como aficionado, Barker representó a Inglaterra en los Juegos de la Commonwealth de 2002 y ganó una medalla de oro en la división de peso wélter ligero. Posteriormente lograría diversos títulos en peso mediano, incluido el título de la Commonwealth Boxing Council (CBC) de 2007 a 2009; el título británico en 2009; y el título europeo de 2010 a 2011, por lo que se ganó la chance para disputar el título del mundo.

### Martínez vs Barker
El 1 de octubre de 2011, Barker enfrentó al argentino Sergio “Maravilla" Martínez por el título de peso medio lineal y The Ring, y el cinturón diamante del CMB en el Boardwalk Hall de Atlantic City. Martínez, en sus encuentros anteriores, se había abierto camino hasta el tercer lugar en el ranking mundial libra por libra con victorias sobre Kelly Pavlik, Paul Williams y Sergiy Dzinziruk. La pelea resultó en otra defensa exitosa para Martínez, ya que Barker sufrió la primera derrota de su carrera con un nocaut en el undécimo asalto.

### Campeón mundial mediano FIB vs Daniel Geale
El 9 de marzo de 2013, Darren Barker comenzó una remontada enfrentándose al italiano Simone Rotolo (34-3, 15 KO's) por el vacante título intercontinental de peso mediano de la FIB en el Wembley Arena de Londres. Barker ganó el título cuando Rotolo se retiró con una mano lesionada en el cuarto asalto.
El 17 de agosto de 2013, Barker desafió al australiano Daniel Geale por el título mundial de peso mediano de la FIB. A pesar de ser derribado por su oponente australiano en el sexto asalto por un brutal golpe al cuerpo, Barker luchó y ganó en un gran combate el título mundial con una victoria por decisión dividida.

### Defensa vs Felix Sturm y retiro
A principios de otoño de 2013, Eddie Hearn anunció que la primera defensa de Barker del título de peso mediano FIB sería contra el veterano boxeador alemán Felix Sturm en el Porsche-Arena, Stuttgart, Alemania el 7 de diciembre de 2013. Felix Sturm dejó caer y derribó a Barker dos veces en el segundo asalto antes de su esquina tiró la toalla. Barker se dislocó la cadera de la primera caída. Luego de la pelea, Barker habló sobre el retiro debido a una lesión recurrente en la cadera, por la cual se había sometido a una cirugía unos años antes, y finalmente en 2014 anunció su retiro del boxeo.